# گوتارینگ
گوتارینگ (به آلمانی: Guttaring) یک منطقهٔ مسکونی در اتریش است که در Sankt Veit an der Glan District واقع شده‌است. گوتارینگ ۱٬۵۰۹ نفر جمعیت دارد.